# Exochus voxanus
Exochus voxanus là một loài tò vò trong họ Ichneumonidae.